# Disco fox
Disco fox je ples koji ima korijene u swingu, sambi, chachi, mambu, merengueu, foxtrotu i tangu.
Isti ples se u ranijim razdobljima - u skladu s tadašnjom glazbom - među ostalim nazivao i swing-step, te disco-hustle. Pojavio se sedamdesetih godina u New Yorku i prošao kroz mnoge varijacije, kao što su formacije, samostalni ples i ples u paru. John Travolta je ulogom u filmu Groznica subotnje večeri popularizirao ovaj ples, pogotovo kod muške populacije.
Posljednjih 20 godina disco fox se pleše na pop glazbu. To je brz i okretan ples, gdje se plesačica puno okreće dok je partner vodi prema sebi ili od sebe, uz razne nagibe. Dok su bečki valcer i engleski valcer tročetvrtinski plesovi (osnovni korak ima tri pokreta, u skladu s taktom kompozicije valcera), disco fox se može plesati na više varijanti taktova, jer osnovni korak može imati tri ili četiri pokreta.